# VK Vojvodina
A Vaterpolo Klub Vojvodina (röviden: VK Vojvodina) egy szerb vízilabdaklub, melynek székhelye Újvidéken van. Jelenleg a Prva A ligaban és a Bajnokok ligájában szerepel.

## Eredmények
- Prva A liga ezüstérmes: (3)
  - (2009, 2010, 2011)

- Szerb Kupa ezüstérmes: (3)
  - (2009, 2010, 2011)